# Mafalda (Molise)
Mafalda ist eine italienische Gemeinde mit 1091 Einwohnern (Stand 31. Dezember 2023) in der Provinz Campobasso in der Region Molise. Der Ort liegt ca. 180 Kilometer östlich von Rom, 45 Kilometer nördlich von Campobasso und 20 Kilometer von der Adriaküste entfernt.
Der Ort liegt in den Monti di Ferentani, einem Vorgebirge der Abruzzen oberhalb des Grenzflusses zur Region Abruzzen, dem Trigno.
Mafalda hieß bis 1903 Ripalta sul Trigno. Es wurde zu Ehren der Geburt der Tochter von König Viktor Emanuel III. Mafalda, die 1944 im KZ Buchenwald starb, umbenannt.
Der mittelalterliche Ortskern gruppiert sich um die Pfarrkirche Sant’Andrea Apostolo und den Palazzo Juliani.

## Geschichte
Mafalda geht wohl auf eine Gründung der Normannen im 12. Jahrhundert zurück und gehörte der normannischen Adelsfamilie D‘ Alitto. In der Epoche der Herrschaft des Hauses Anjou über das Königreich Neapel war der Ort als Trespaldum bekannt.
Im 15. Jahrhundert war der Ort unbewohnt. 1457 kam er an die Familie D’Evoli, die Einwanderer vom Balkan in dem nun Ripalta genannten Dorf ansiedelte. Doch bereits 1780 berichtete Giuseppe Maria Galanti in seiner Beschreibung des Königreichs, die Bewohner hätten ihre eigene Sprache verloren und sprächen schlechtes Italienisch.
Anfang des 17. Jahrhunderts wurde Ripalta von Alfonso Piscicelli für 28.000 Dukaten gekauft und wurde nach dessen Tod wiederum an die Familie der Caracciolo weiterverkauft, die bis zum Ende der Feudalzeit über den Ort herrschten.

## Bevölkerung
| Jahr | Bevölkerung |
| ---- | ----------- |
| 1871 | 2085        |
| 1901 | 2585        |
| 1921 | 2484        |
| 1951 | 2559        |
| 1971 | 1859        |
| 1991 | 1507        |
| 2001 | 1340        |

## Politik
Nicola Valentini (Intesa Democratica) wurde im Juni 2004 zum Bürgermeister gewählt.